# 1976年夏季奥林匹克运动会洪都拉斯代表团
1976年夏季奥林匹克运动会洪都拉斯代表团是洪都拉斯派出的1976年夏季奥林匹克运动会代表团。